# C6 Lignage
La C6 Lignage est un concept car du constructeur automobile français Citroën, présenté en 1999.

## Description
Ce concept car dévoilé à l'occasion du salon international de l'automobile de Genève, en Suisse, en 1999, préfigure à l'époque le futur haut de gamme Citroën, et donnera naissance 6 ans plus tard, à la Citroën C6. Le nom « Lignage » sera d'ailleurs réutilisé en tant que dénomination de finition. Dessinée par Marc Pinson, la C6 Lignage reprend certains codes stylistiques forts de la marque, ainsi que la suspension hydraulique. Ses lignes lisses et sa lunette arrière concave sont un clin d'œil à la Citroën CX. L'habitacle se distingue par une ambiance très claire et lumineuse, due à l'omniprésence de cuir beige et d'un toit vitré formé par cinq ouvertures en forme de chevrons. L'imposante console centrale est pourvue d'un espace permettant d'y mettre une plante de type bonsaï. L'ouverture des portes est antagoniste.
La C6 Lignage est aujourd'hui visible au conservatoire Citroën à Aulnay-sous-Bois, en Seine-Saint-Denis. 

## Galerie

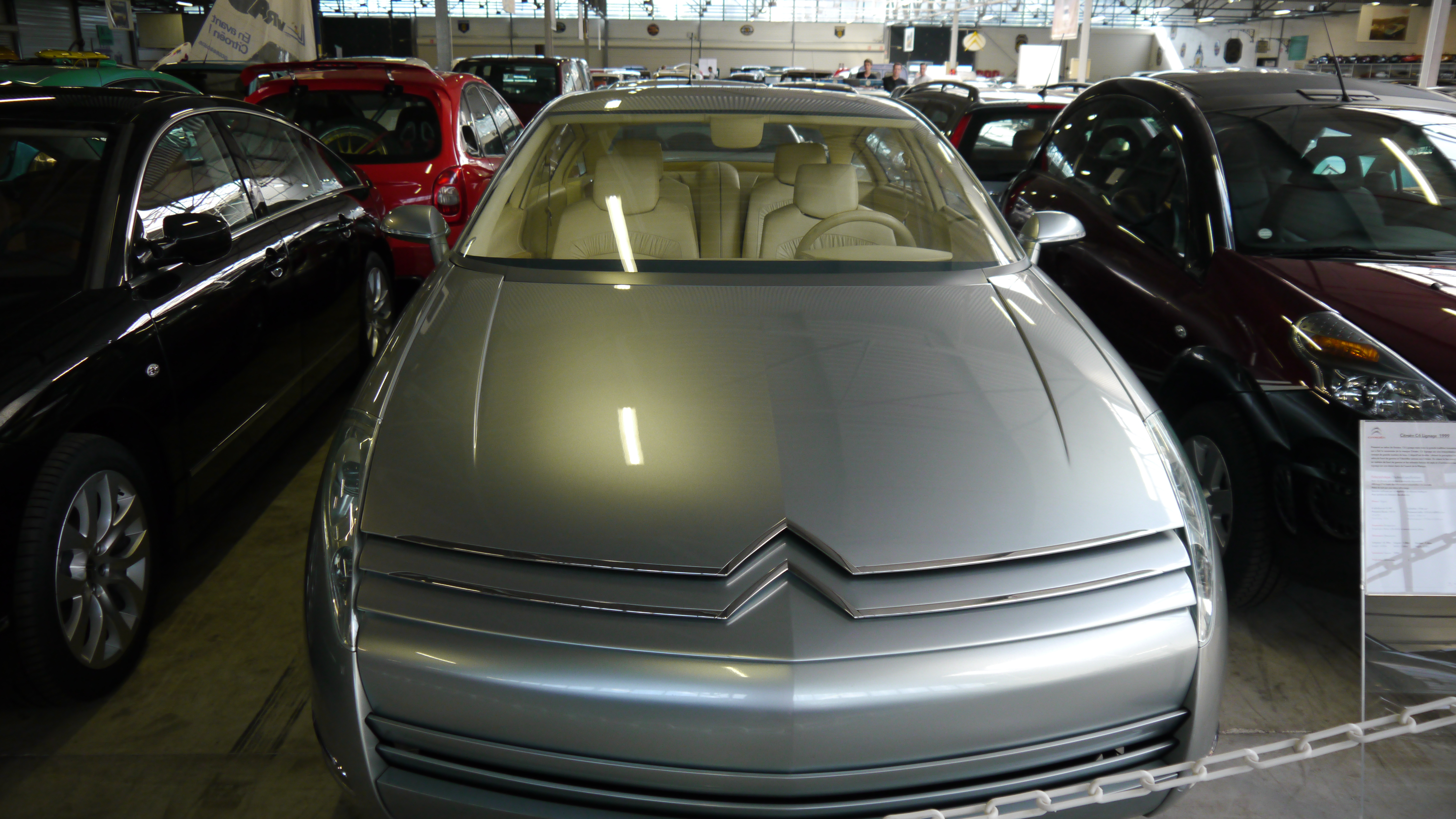
Face avant.
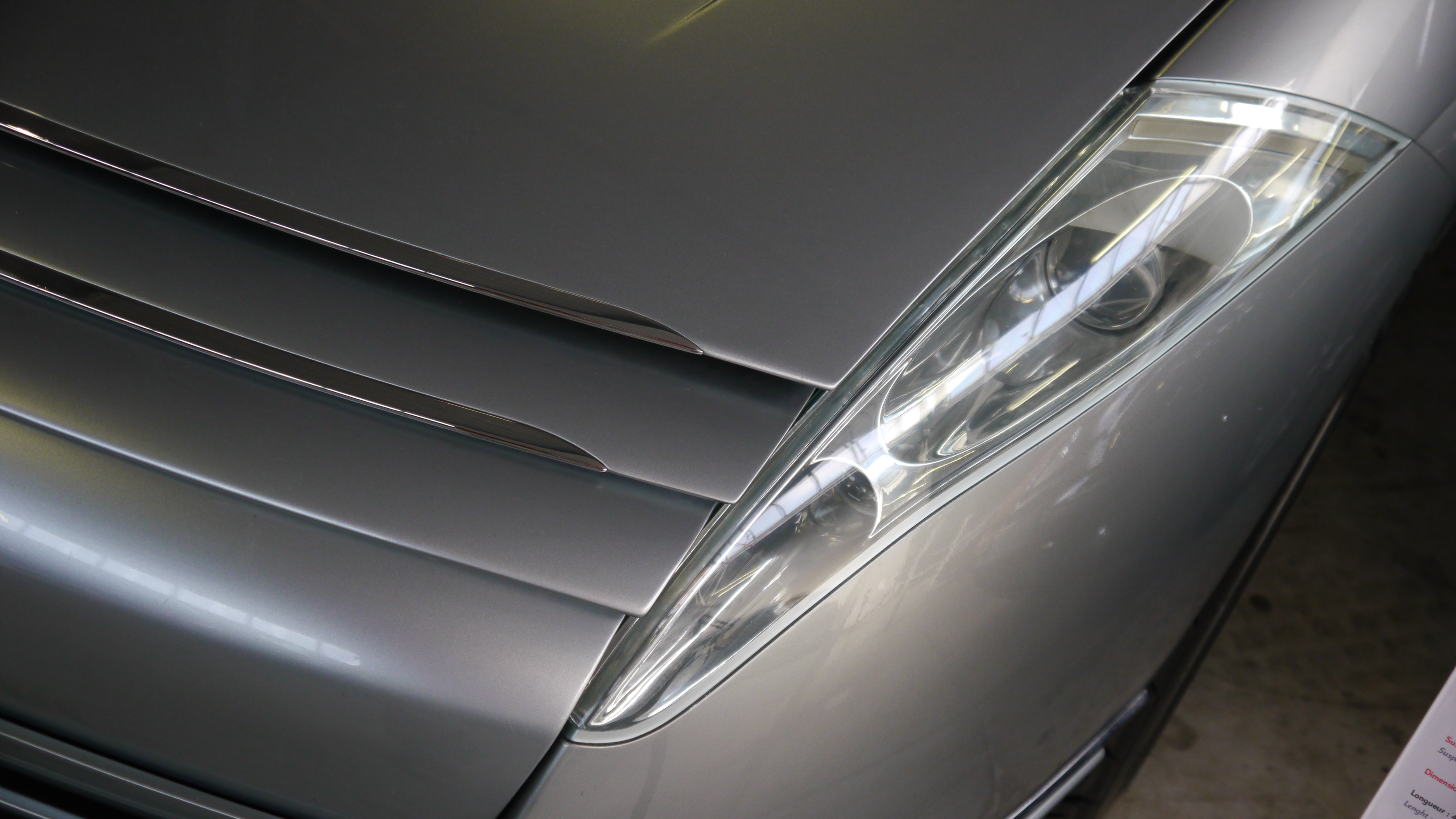
Détail du phare avant gauche.
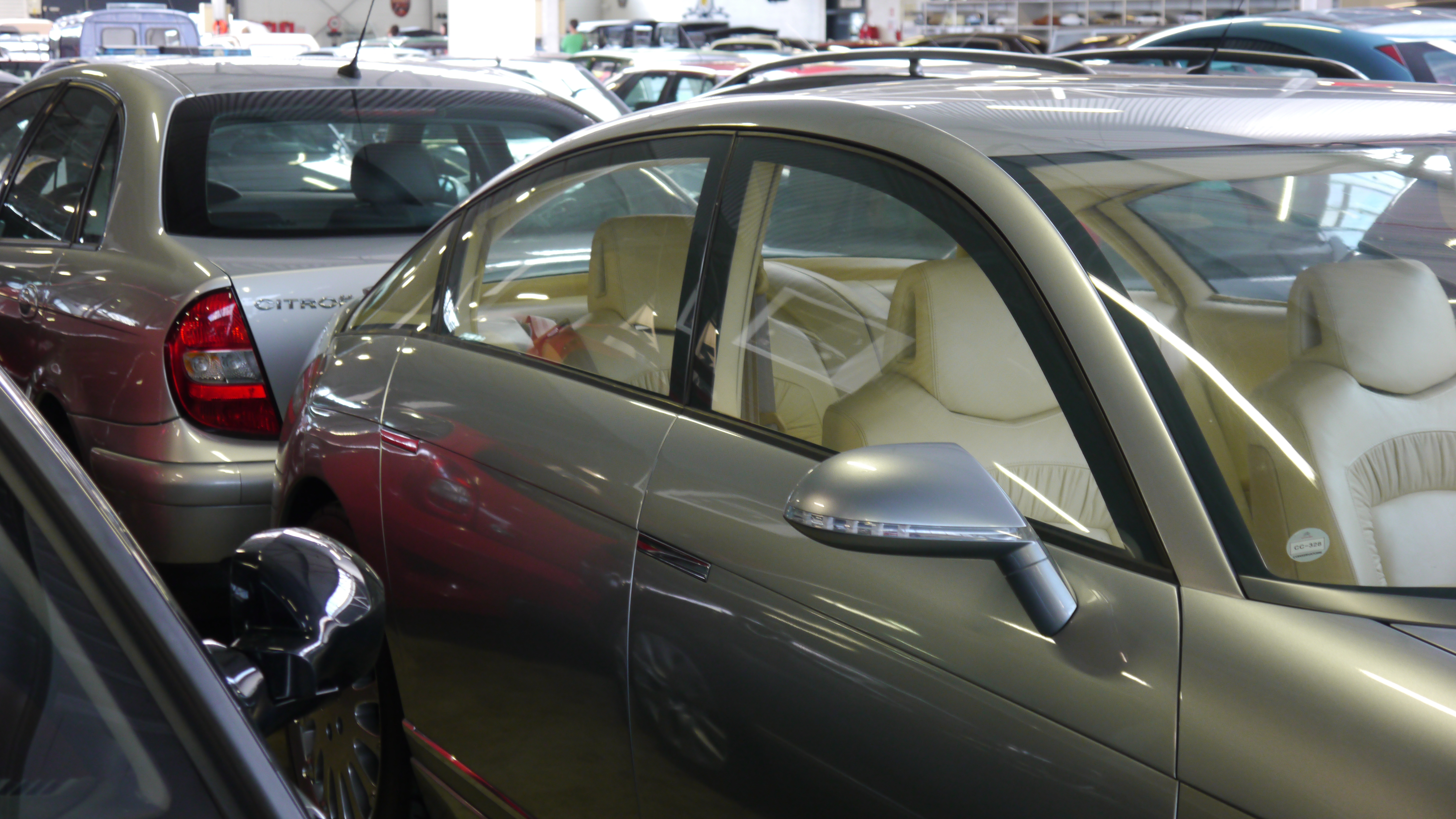
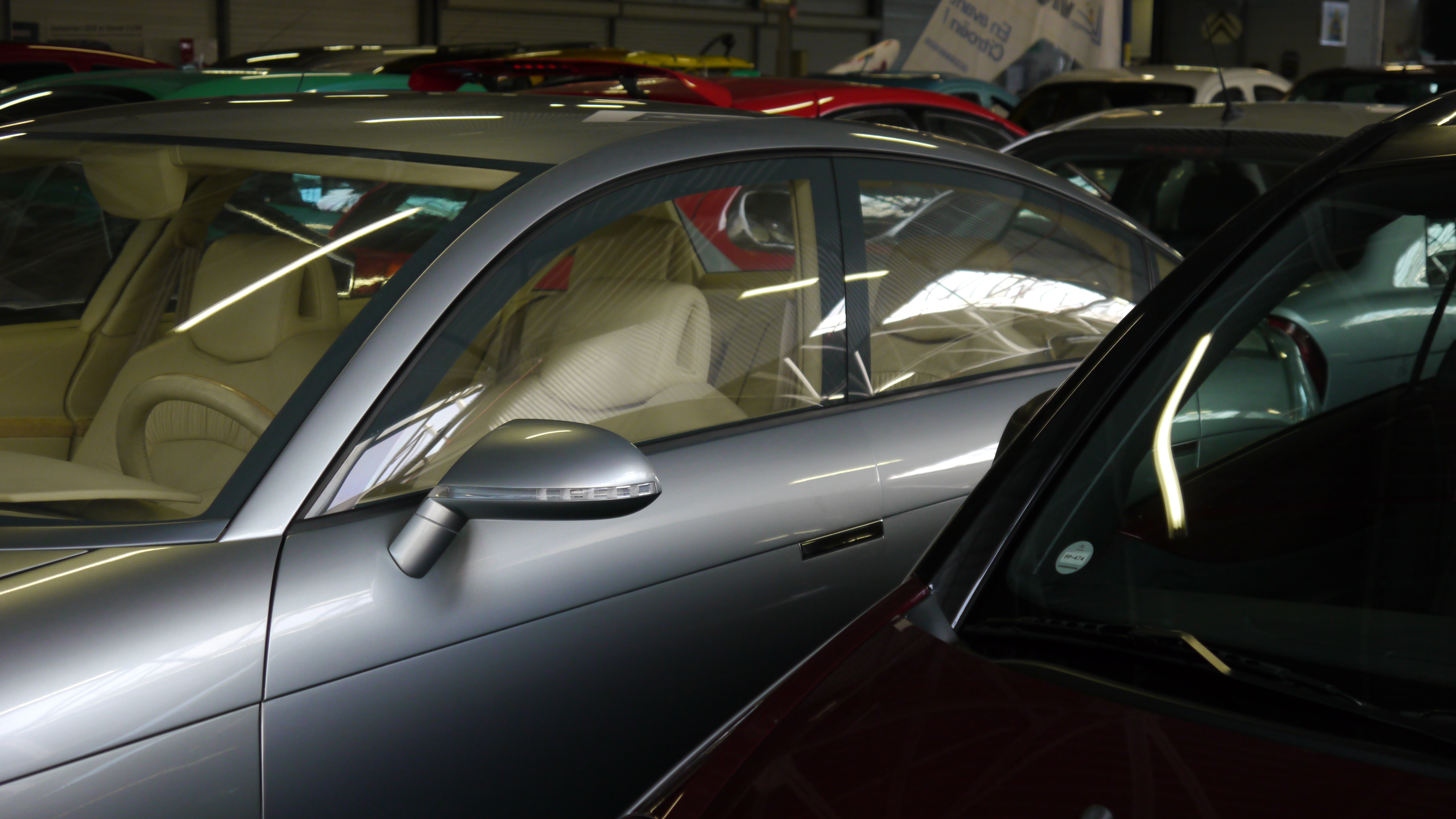

Notes : la version actuellement exposée est légèrement différente de celle présentée en 1999. L'intérieur est retravaillé (sièges et tableau de bord), le toit ne comporte plus que deux chevrons vitrés, l'aileron arrière est fixe, l'ouverture des portes n'est plus antagoniste, et des rétroviseurs extérieurs ont été ajoutés.